# Liriomyza globulariae
Liriomyza globulariae är en tvåvingeart som beskrevs av Friedrich Georg Hendel 1931. Liriomyza globulariae ingår i släktet Liriomyza och familjen minerarflugor.
Artens utbredningsområde är Österrike. Inga underarter finns listade i Catalogue of Life.